# Зіра бхонк
Зіра бхонк, зіра бонк, зіра бук (перс. zirah bhonk, zirah bonk, zirah bouk) — «пробивач кольчуги», перський кинджал з важким клинком, вістря якого має гранчасту форму. В більш широкому значенні — будь-який кинджал (джамбія, ханджар, кард тощо) з підсиленим вістрям. Крім Ірану також зустрічався в Індії.

## Етимологія
Зіра бхонк (зіра бонк, зіра бук) в перекладі з перської мови дослівно означає «пробивач кольчуги». Образовано від перс. zirah = кольчуга + перс. bhonk, bonk, bouk = пробивач.

## Опис

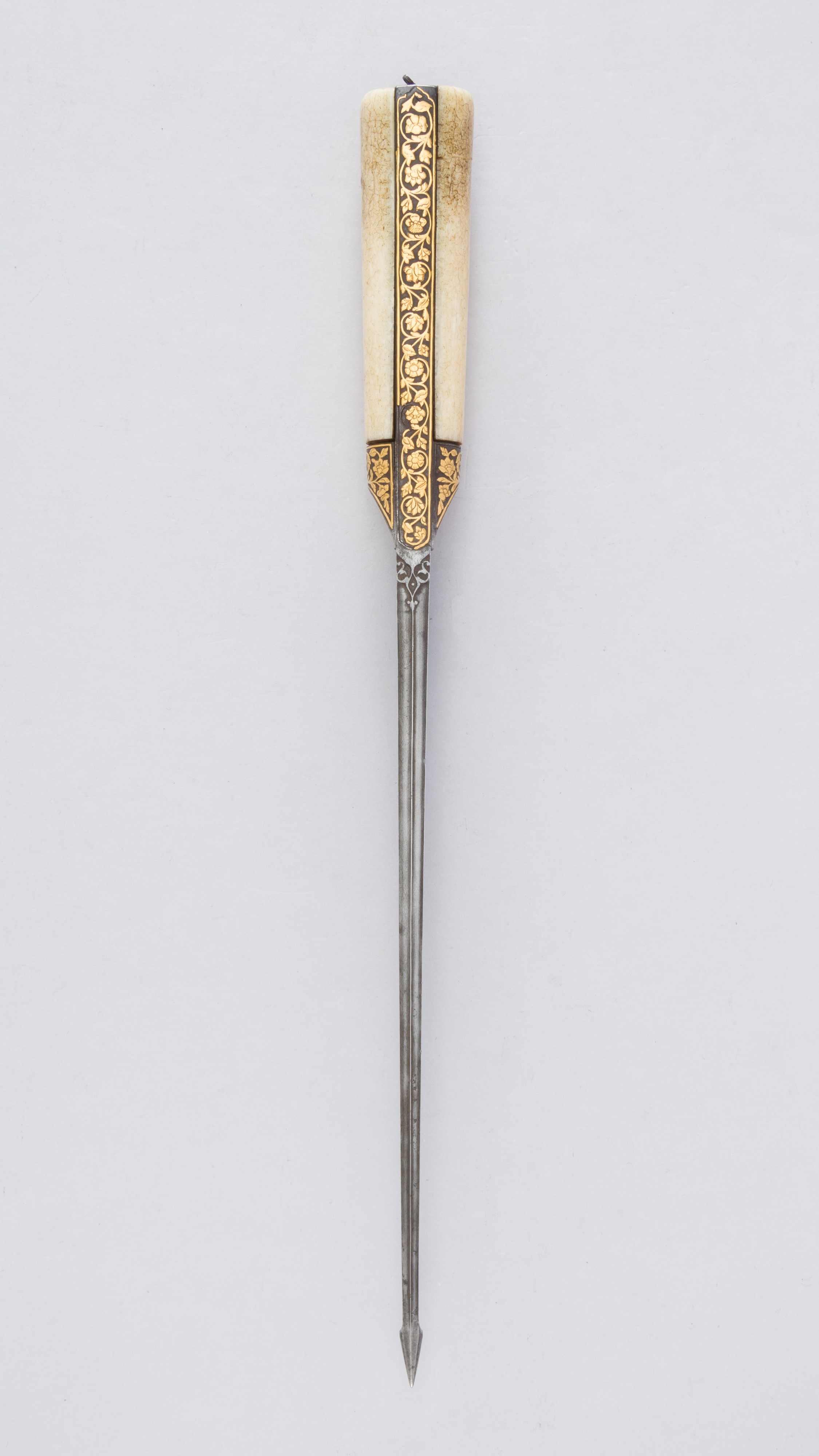
Перський кард з підсиленим вістрям. Зіра бхонк мали подібне гранчасте вістря, але значно більшого розміру.

Клинок кривий, схожий на клинок ханджара, але відрізняється потужним гранчастим вістрям, що може займати до половині довжини клинка. Гарда відсутня. Руків'я з невеличким розширенням вгорі, інколи має роздвоєну форму, на кшталт навершя ятагану. Відомі зразки зіра бхонк у долах клинка яких розміщувались перлини (поетично сприймались як сльози поранених) або маленькі рубіни (виглядали як краплини крові), що могли кататися вздовж дола. Також відомий зразок, в руків'ї якого ховався додатковий кинджал.